# Oakland Raiders 1966
La stagione 1966 degli Oakland Raiders è stata la settima della franchigia nell'American Football League. Come nell'anno precedente la squadra terminò con un bilancio finale di 8-5-1. Questa fu la prima annata in cui disputò le gare interne al nuovo Oakland–Alameda County Coliseum.

## Scelte nel Draft AFL 1966
| Scelte dei Raiders nel Draft 1966 |        |                 |       |                |
| Giro                              | Scelta | Giocatore       | Ruolo | College        |
| 1                                 | 63     | Rodger Bird     | DB    | Kentucky       |
| 2                                 | 57     | Butch Allison   | T     | Missouri       |
| 3                                 | 58     | Tom Mitchell    | TE    | Bucknell       |
| 4                                 | 71     | Dick Tyson      | G     | Tulsa          |
| 5                                 | 59     | Pete Banaszak   | RB    | Miami (FL)     |
| 7                                 | 60     | Frank McRae     | DT    | Tennessee St.  |
| 9                                 | 80     | Clifton Kinney  | LB    | San Diego St.  |
| 10                                | 89     | Tony Jeter      | TE    | Nebraska       |
| 11                                | 98     | Joe Labruzzo    | HB    | LSU            |
| 12                                | 107    | Wayne Foster    | T     | Washington St. |
| 13                                | 116    | John Niland     | G     | Iowa           |
| 14                                | 125    | Mike Johnson    | DB    | Kansas         |
| 15                                | 134    | Steve Renko     | FB    | Kansas         |
| 16                                | 143    | Craig Ritchey   | DB    | Stanford       |
| 17                                | 152    | Ted Holman      | DB    | Syracuse       |
| 18                                | 161    | Art Robinson    | E     | Florida A&M    |
| 19                                | 170    | Jack Shinholser | LB    | Florida St.    |
| 20                                | 179    | Steve Bowman    | HB    | Alabama        |

## Titolari
| Attacco |                  |
| Ruolo   | Giocatore        |
| QB      | Tom Flores       |
| HB      | Clem Daniels     |
| FB      | Roger Hagberg    |
| FL      | Fred Biletnikoff |
| SE      | Art Powell       |
| TE      | Billy Cannon     |
| LT      | Bob Svihus       |
| LG      | Wayne Hawkins    |
| C       | Jim Otto         |
| RG      | Jim Harvey       |
| RT      | Harry Schuh      |

| Difesa |                 |
| Ruolo  | Giocatore       |
| LDE    | Ike Lassiter    |
| LDT    | Dan Birdwell    |
| RDT    | Tom Keating     |
| RDE    | Ben Davidson    |
| LLB    | J.R. Williamson |
| MLB    | Bill Budness    |
| RLB    | Gus Otto        |
| LCB    | Kent McCloughan |
| RCB    | Dave Grayson    |
| LS     | Warren Powers   |
| RS     | Howie Williams  |

| Special team |               |
| Ruolo        | Giocatore     |
| K            | Mike Eischeid |
| P            | Mike Eischeid |
| PR           | Rodger Bird   |
| KR           | Pervis Atkins |

## Calendario
| Stagione regolare |                       |           |
| Turno             | Avversario            | Risultato |
| 1                 | at Miami Dolphins     | V 23–14   |
| 2                 | at Houston Oilers     | S 31–0    |
| 3                 | Kansas City Chiefs    | S 32–10   |
| 4                 | San Diego Chargers    | S 29–20   |
| 6                 | Miami Dolphins        | V 21–10   |
| 7                 | at Kansas City Chiefs | V 34–13   |
| 8                 | at New York Jets      | V 24–21   |
| 9                 | at Boston Patriots    | S 24–21   |
| 10                | Houston Oilers        | V 38–23   |
| 11                | San Diego Chargers    | V 41–19   |
| 12                | at Denver Broncos     | V 17–3    |
| 13                | Buffalo Bills         | S 31–10   |
| 14                | New York Jets         | P 28–28   |
| 15                | at Denver Broncos     | V 28–10   |

## Classifiche
| AFL Western Division |    |    |   |      |     |     |     |     |
|                      | V  | S  | P | %    | DIV | PF  | PS  | STR |
| Kansas City Chiefs   | 11 | 2  | 1 | .846 | 5–1 | 448 | 276 | V3  |
| Oakland Raiders      | 8  | 5  | 1 | .615 | 4–2 | 315 | 288 | V1  |
| San Diego Chargers   | 7  | 6  | 1 | .538 | 2–4 | 335 | 284 | S1  |
| Denver Broncos       | 4  | 10 | 0 | .286 | 1–5 | 196 | 381 | S2  |

Nota: I pareggi non venivano conteggiati ai fini della classifica fino al 1972.